# Ernst Johann Schmitz
Ernst Johann Schmitz (Rheydt, 18 de Maio de 1845 — Haifa, 3 de Dezembro de 1922), naturalizado cidadão português com o nome de Ernesto João Schmitz, foi um sacerdote católico, zoólogo e ornitólogo nascido na Alemanha. Nomeado em 1908 director dos estabelecimentos da Deutschen Verein vom Heiligen Lande (Liga Alemã da Terra Santa) na Terra Santa, viveu as últimas décadas da sua vida na Palestina, onde exerceu uma acção notável entre a comunidade cristã e manteve o seu interesse pelo estudo da História Natural, do que resultaram vários estudos sobre a fauna e flora daquela região.

## Biografia
Nasceu na Renânia, filho de um pasteleiro. Concluiu os seus estudos secundários no ano de 1864 no Collegium Marianum, na cidade de Neuß, e decidiu-se por uma carreira como sacerdote católico. Entrou para a Congregação da Missão de São Vicente de Paulo a 25 de Setembro de 1864, em Colónia, onde foi ordenado padre em 1869.
Depois de ordenado sacerdote foi colocado como inspector na Rheinischen Ritterakademie, em Bedburg, um colégio interno destinada à formação de jovens da nobreza católica alemã, funções que manteve até 1873, ano em que na sequência do agudizar do movimento anti-clerical da Kulturkampf se viu obrigado a deixar o seu país.
Depois de uma passagem pelo Funchal em 1874, escolheu Portugal como local de exílio, recolhendo-se no Colégio de Santa Quitéria, um estabelecimento dirigido pelos lazaristas na cidade de Braga, onde foi professor entre 1875 e 1879, aprendendo português.
No ano de 1879 foi transferido para o Funchal, ilha da Madeira, onde se fixou e naturalizou como cidadão português. Na Madeira exerceu as funções de capelão do Hospício da Princesa Dona Maria Amélia e professor de ciências naturais no Seminário Diocesano do Funchal, de 1881 a 1898. Foi nomeado vice-reitor daquele Seminário de 27 de Setembro de 1881, cargo que exerceu ininterruptamente até 1898, ano em que partiu para o Collegium Marianum de Theux, na Bélgica, onde trabalhou até 1902.
Em 1902 regressou ao Funchal, retomando as suas funções de vice-reitor do Seminário, cargo que exerceu até 7 de Julho de 1908. Interessado na fauna e flora da ilha, nesse período fundou no Seminário do Funchal um gabinete de História Natural que depois foi transformando num museu, embrião do actual Museu de História Natural da Madeira.
Em 1908 foi escolhido para suceder ao padre lazarista Wilhelm Schmidt (1833-1907) como director dos estabelecimentos na Palestina da "Deutschen Verein vom Heiligen Lande", uma organização católica alemã que mantém hospícios e centros de apoio a peregrinos na Terra Santa. Em Setembro desse ano transferiu-se para a Palestina, passando a dirigir o Hospício de São Paulo, em Jerusalém, onde esteve de 1908 a 1914.
Logo em Dezembro de 1908 abriu em Jerusalém um pequeno seminário destinado a formar catequistas e professores para os estabelecimentos escolares dependentes do Patriarcado Latino de Jerusalém, ensinado em inglês e francês. No Hospício instalou um museu de História Natural, com uma secção destinada a espécimes recolhidos na Palestina e outro para espécimes trazidos de outras regiões, que incluía 45 aves empalhadas e 157 amostras de plantas trazidas da ilha da Madeira. Para recolher amostras passou a organizar excursões de campo e a solicitar aos alunos que trouxessem espécimes animais e vegetais dos seus locais de origem.
Investigou a fauna da Palestina, descrevendo os vertebrados que encontrou, em especial os mamíferos. Também se dedicou ao estudo das formigas, coleccionando cerca de 40 grupos taxonómicos, incluindo 10 espécies ainda não descritas pela ciência. Em sua honra uma das novas espécies de formiga recolhidas foi denominada Hagioxenus schmitzi Forel. Uma subespécie de caracal encontrada por Ernst Schmitz em Wadi Kelt foi denominada Felis caracal schmitzi Matschie (hoje conhecida pelo nome vulgar de "caracal-de-Schmitz"), o mesmo acontecendo com uma subespécie de coruja do arquipélago da Madeira, a Tyto alba schmitzi (Hartet).
Entretanto fizera-se colaborador do Ornithologischen Jahrbuches, do Ornithologischen Monatsberichte, do Zeitschrift für Oologie, de diversos periódicos portugueses e do Kölnischen Volkszeitung, de Colónia, escrevendo artigos sobre História Natural e religião. Publicou também uma extensa obra no Das Heiligen Land, um periódico que dirigiu.
Em 1914, com o deflagrar da Primeira Guerra Mundial, fixou-se em Tabgha, nas margens do lago Tiberíades, mas foi obrigado a partir para Damasco, onde permaneceu até poder retornar a Tabgha.  A partir de 1920, passou a dirigir o Hospício de São Carlos, em Haifa, trabalhando como director espiritual das irmãs da Congregação de São Carlos Borromeu. Faleceu em Haifa, sendo sepultado na cripta do convento das religiosas alemãs do Monte Carmelo, ao lado do túmulo do seu antecessor, o padre Wilhelm Schmidt.
Deixou uma extensa obra dispersa por dezenas de periódicos, com destaque para as publicações ornitológicas e para o Das Heiligen Land, o priódico da liga para a qual trabalhava na Terra Santa.

## Principais publicações
- "Die Puffinenjagd auf den Selvagens-Inseln im Jahre 1892"  in: Ornithologisches Jahrbuch  4(4) (1893) 141-147 & 5(1) (1894) 19-20
- "Arachnidios da Madeira", in: Annaes de Sciencias Naturaes 2 (1895) 197-199;
- "As formigas da Madeira", in: Annaes de Sciencias Naturaes 3 (1896) 55-58;
- "As aves da Madeira", in: Annaes de Sciencias Naturaes 3 (1896) 163-168;
- "Vögel der Madeira-Inselgruppe", in: Ornithologische Monatsberichte 16 (1908) 1-4;
- "Tagebuch-Notizen von Madeira", in: Ornithologisches Jahrbuch 1908, 36-48;
- "Merkwürdige Tiere im Hl. Lande", in: Das Hl. Land 54 (1910) 18-21;
- "Wird Palästina wieder jüd. werden?", in: Das Hl. Land 54 (1910) 92-95;
- "Etwas über die Ameisen Palästinas", in: Das Hl. Land 55 (1911) 237-240;
- "Kampf mit einem Leoparden", in: Das Hl. Land 56 (1912) 23-27;
- "Eine Bärenjagd in Palästina", in: Das Hl. Land 56 (1912) 174-176;
- "Ein Besuch im russ. Pilgerhospiz in Jerusalem", in: Das Hl. Land 57 (1913) 48-51;
- "Die Hyänen des Hl. Landes", in: Das Hl. Land 57 (1913) 95-100;
- "Die Tag-Raubvögel Palästinas", in: Das Hl. Land 57 (1913) 224-230;
- "Vogelwelt des Sees Genesareth", in: Das Hl. Land 58 (1914) 109-113.
- "Aus meinem Leben: Plaudereien eines alten Missionars" autobiografia publicada originalmente na revista mensal "Sankt Vinzenz" em 17 artigos entre 1932-34. Editado no conjunto por Ernst Wilhelm Nusselein, Aachen